# تورتوليس دي لا سييرا
بلدية تورتوليس دي لا سييرا (بالإسبانية: Tórtoles de la Sierra) هي بلدية تقع في مقاطعة آبلة التابعة لمنطقة قشتالة وليون وسط إسبانيا.

## الديموغرافيا
بلغ عدد سكان بلدية تورتوليس دي لا سييرا 75 نسمة عام 2011 (وفقاً للمعهد الوطني للإحصاء الإسباني).
| 133 | 127 | 112 | 104 | 92 | 87 | 75 |